# Белгија на Европском првенству у атлетици у дворани 1972.
Белгија је учествовала на 3. Европском првенству у атлетици у дворани 1972.
одржаном у Греноблу, Француска, 11. и 12. марта. У свом трећем учешћу на европским првенствима у дворани репрезентацију Белгије представљала су 4 атлетичара (4 м и 0 ж) који су се такмичили у четири дисциплине.
На овом првенству Белгија није освојила ниједну медаљу.
У табели успешности (према броју и пласману такмичара који су учествовали у финалним такмичењима (првих 8 такмичара)) Белгија је са два представником делила са Италијом 18. место са 6 бодова, од 23 земље које су имале представнике у финалу, односно све земље учеснице су имали представника у финалу.
| Плас. | Земља   | 1. место | 2. место | 3. место | 4. место | 5. место | 6. место | 7. место | 8. место | Бр. финал. - Бод. |
| ----- | ------- | -------- | -------- | -------- | -------- | -------- | -------- | -------- | -------- | ----------------- |
| 18.   | Белгија | −        | −        | −        | 1 − 5    | −        | −        | −        | 1 − 1    | 2 − 6             |

## Учесници
| Бр. | Дисциплина | Мушкарци             | Жене | Укупно |
| --- | ---------- | -------------------- | ---- | ------ |
| 1.  | 50 м       | Ромен Рулс           |      | 1      |
| 2.  | 400 м      | Вили Ванденвингерден |      | 1      |
| 3.  | 1.500 м    | Ерман Мињон          |      | 1      |
| 4.  | 3.000 м    | Андре Орнели         |      | 1      |
|     | Укупно (4) | 4                    | 0    | 4      |

## Резултати

### Мушкарци
| Атлетичар            | Дисциплина | Лични рекорд | Квалификације | Квалификације | Полуфинале | Полуфинале | Финале               | Финале  | Детаљи |
| Атлетичар            | Дисциплина | Лични рекорд | Резултат      | Место         | Резултат   | Место      | Резултат             | Место   | Детаљи |
| -------------------- | ---------- | ------------ | ------------- | ------------- | ---------- | ---------- | -------------------- | ------- | ------ |
| Ромен Рулс           | 50 м       |              | 6,1           | 4. у гр. 2 КВ | 5,98       | 5. у пф. 2 | Није се квалификовао | 10./ 15 |        |
| Вили Ванденвингерден | 400 м      |              | 48,64         | 4. у гр. 1 кв | 48,71      | 3 у пф. 2  | Није се квалификовао | 7. / 9  |        |
| Ерман Мињон          | 1.500 м    |              |               |               |            |            | 3:48,1               | 8. / 8  |        |
| Андре Орнели         | 3.000 м    |              | 8:11,43       | 4. / 7        |            |            |                      |         |        |

## Биланс медаља Белгије после 3. Европског првенства у дворани 1970—1972.
|                                               | Земља                                         |                                               |                                               |                                               |                                               |                                               |
| Белгија није освајала медаље на ЕП у дворани. | Белгија није освајала медаље на ЕП у дворани. | Белгија није освајала медаље на ЕП у дворани. | Белгија није освајала медаље на ЕП у дворани. | Белгија није освајала медаље на ЕП у дворани. | Белгија није освајала медаље на ЕП у дворани. | Белгија није освајала медаље на ЕП у дворани. |
| --------------------------------------------- | --------------------------------------------- | --------------------------------------------- | --------------------------------------------- | --------------------------------------------- | --------------------------------------------- | --------------------------------------------- |

|                                        | Атлетичар                              | Земља                                  |                                        |                                        |                                        |                                        |
| Није било вишеструких освајача медаља. | Није било вишеструких освајача медаља. | Није било вишеструких освајача медаља. | Није било вишеструких освајача медаља. | Није било вишеструких освајача медаља. | Није било вишеструких освајача медаља. | Није било вишеструких освајача медаља. |
| -------------------------------------- | -------------------------------------- | -------------------------------------- | -------------------------------------- | -------------------------------------- | -------------------------------------- | -------------------------------------- |